# Voorwaardelijke convergentie
Een reeks {\displaystyle \sum _{n=1}^{\infty }a_{n}} heet voorwaardelijk convergent als de reeks convergent is, maar niet absoluut convergent, d.w.z
{\displaystyle \lim _{N\to \infty }\sum _{n=1}^{N}a_{n}} bestaat en {\displaystyle \left|\sum _{n=1}^{\infty }a_{n}\right|<\infty },
maar 
{\displaystyle \sum _{n=1}^{\infty }|a_{n}|=\infty }
De uitkomst van de (oneindige) optelling van een voorwaardelijk convergente reeks is afhankelijk van de volgorde waarin de termen bij elkaar worden geteld.

## Convergentie versus absolute convergentie
Een reeks {\displaystyle \sum _{n=1}^{\infty }a_{n}} heet absoluut convergent als de absolute waarden van de termen een convergente reeks vormen, dus als:
{\displaystyle \sum _{n=1}^{\infty }|a_{n}|<\infty }
Elke absoluut convergente reeks is convergent. 
Bij een absoluut convergente reeks kan men de volgorde van de termen willekeurig omgooien zonder de reekssom te beïnvloeden.  
Een convergente reeks die niet absoluut convergent is, is voorwaardelijk convergent. 
Men kan dan door een goed gekozen herschikking van de termen zelfs eender welke limiet bereiken, inclusief oneindig en min oneindig.

### Bewijs
Een schets van een bewijs hiervoor: 
- Stel {\displaystyle \sum a_{n}} is een convergente reeks en {\displaystyle \sum |a_{n}|} is divergent. Dan kan dit alleen als {\displaystyle \sum _{n=1}^{\infty }|a_{n}|=\infty }.
- Verdeel nu de rij {\displaystyle (a_{n})} in twee deelrijen, een met de positieve en de andere met de negatieve termen. Minstens een van beide heeft een oneindige som. Om toch eindig uit te kunnen komen, moet dat ook voor de andere gelden.
- Maak nu (voor zekere waarde {\displaystyle t}) een nieuwe oneindige som {\displaystyle \sum _{n=1}^{\infty }b_{n}} op de volgende wijze: Als de som van de eerste {\displaystyle n} elementen groter is dan {\displaystyle t}, nemen we het eerste nog niet gebruikte element van de negatieve deelrij, anders het eerste nog niet gebruikte element uit de positieve deelrij.
- In de zo gevormde oneindige som zullen alle termen van de uitgangsrij weer voorkomen, maar in een andere volgorde en de reeks zal convergeren naar {\displaystyle t}.
- Om een reeks met som oneindig te krijgen: plaats steeds na een negatief element zoveel opeenvolgende elementen van de deelrij van positieve elementen dat per saldo de som van de reeks minstens 1 toeneemt.

## Generalisatie voor rijen vectoren
Laat  {\displaystyle \sum a_{i}} een reeks vectoren zijn in een reële Hilbertruimte {\displaystyle H} waarvoor
{\displaystyle \sum ||a_{i}||^{2}}
convergeert.
en laat verder {\displaystyle e} een eenheidsvector zijn waarvoor
{\displaystyle \sum \langle a_{i},e\rangle }
voorwaardelijk convergeert.
Dan kan elke vector {\displaystyle v\in H} geschreven worden als
{\displaystyle v=\sum _{i=1}^{\infty }a_{\sigma (i)}}
voor zekere permutatie {\displaystyle \sigma } van {\displaystyle \mathbb {N} }.

## Voorbeeld
De reeks met als {\displaystyle n}-de term 
{\displaystyle 1-{\frac {1}{2}}+{\frac {1}{3}}-{\frac {1}{4}}+\ldots +{\frac {(-1)^{n+1}}{n}}}
convergeert voorwaardelijk naar {\displaystyle \ln(2)}.
Deze reeks convergeert niet in absolute zin, want de  harmonische reeks
{\displaystyle \sum {\frac {1}{n}}}
is divergent.
De alternerende reeks
{\displaystyle \sum {\frac {(-1)^{n}}{\sqrt {n}}}}
is niet absoluut convergent, maar wel voorwaardelijk